# Kuppam
Pronunciação
Kuppam é uma cidade em Andhra Pradesh, Índia.